# Сімпсони (сезон 5)
П'ятий сезон мультсеріалу «Сімпсони» був показаний на телеканалі Fox з 30 вересня 1993 по 19 травня 1994 року і містить 22 серії. У цьому сезоні була випущена сота серія — «Sweet Seymour Skinner's Baadasssss Song».
Більшою мірою виконавчим продюсером серій сезону був Девід Міркін (20 серій з 22-х), тільки перші дві серії сезону контролювали Ел Джін і Майк Рейсс.
П'ятий сезон був випущений на DVD у США 21 грудня 2004, в Європі 21 березня 2005 року та в Південній Америці 23 березня 2005 року.

## Список серій
| № серії (загалом) | № серії (в сезоні) | Назва серії | Режисер(и)       | Сценарист(и)                                                                           | Оригінальна дата показу | Код серії | Глядачів в США (млн) |
| --- | ------------------ | --- | ---------------- | -------------------------------------------------------------------------------------- | ----------------------- | --------- | -------------------- |
| 82 | 1                  | «Homer’s Barbershop Quartet» «Квартет Гомера» | Марк Кіркланд    | Джефф Мартін                                                                           | 30 вересня 1993         | 9F21      | 19.9                 |
| Гомер згадує про те, як колись він виступав у групі «Шахраї» (англ. «The Be Sharps»), і розповідає про це дітям. Запрошені зірки: The Dapper Dans — виконавці пісень «Шахраїв», Джордж Гаррісон і Девід Крозбі в ролі самих себе |                    | |                  |                                                                                        |                         |           |                      |
| 83 | 2                  | «Cape Feare» «Мис страху» | Річ Мур          | Джон Вітті                                                                             | 7 жовтня 1993           | 9F22      | 20.0                 |
| Після того, як Барт починає отримувати записки погрози від Другого Номера Боба, Сімпсони вступають до програми переселення свідків і (із прізвищем Томпсони) переїжджають до озерного містечка… Запрошені зірки: Келсі Греммер в ролі Другого Номера Боба |                    | |                  |                                                                                        |                         |           |                      |
| 84 | 3                  | «Homer Goes to College» «Гомер поступає до університету» | Джим Рірдон      | Конан О'Браєн                                                                          | 14 жовтня 1993          | 1F02      | 18.1                 |
| На Спрінґфілдську атомну електростанцію з раптовою перевіркою кваліфікації персоналу прибуває комісія з атомної енергетики. Гомер себе показує не з кращого боку, і він вимушений проходити курс з фізики в університеті. Там Гомер здружується з трьома ботанами, але через нього випадково їх виключають… |                    | |                  |                                                                                        |                         |           |                      |
| 85 | 4                  | «Rosebud» «Бутон троянди» | Веслі Арчер      | Джон Шварцвельдер                                                                      | 21 жовтня 1993          | 1F01      | 19.5                 |
| Містер Бернс розшукує свою улюблену іграшку дитинства – плюшевого ведмедика Бобо, який випадково виявляється у Меґґі Сімпсон. Остання віддавати іграшку категорично відмовляється. Запрошені зірки: Ramones в ролі самих себе |                    | |                  |                                                                                        |                         |           |                      |
| 86 | 5                  | «Treehouse of Horror IV» «Сімпсони і Гелоуїн IV» | Девід Сільверман | Конан О’Браєн, Грег Деніелс, Ден МакҐрат, Білл Оуклі, Джош Вайнштейн і Білл Кентербері | 28 жовтня 1993          | 1F04      | 24.0                 |
| «The Devil and Homer Simpson» (укр. «Диявол і Гомер Сімпсон») — Гомер продає за пончик свою душу дияволу-Фландерсу. «Terror at 5½ Feet» (укр. «Жах на висоті 2 метрів») — Барт намагається врятувати шкільний автобус від гремліна… «Bart Simpson's Dracula» (укр. «Дракула Барта Сімпсона») — Під час візиту сім'ї Сімпсонів до містера Бернса виявляється, що останній — вампір. |                    | |                  |                                                                                        |                         |           |                      |
| 87 | 6                  | «Marge on the Lam» «Мардж втікає» | Марк Кіркланд    | Білл Кентербері                                                                        | 4 листопада 1993        | 1F03      | 21.7                 |
| Мардж виграла два квитки на балет, однак Гомер застрягає одразу у двох торгових автоматах. Мардж пропонує Рут Силі піти з нею. Мардж несподівано виявляє Рут цікавою співрозмовницею. Невинна дружба обертається стріляниною з пістолета по антикварних консервних банках, втечею від всієї поліції Спрінґфілда на викраденій машині з падінням в ущелину, забиту сміттям… Запрошені зірки: Памела Рід в ролі Рут Сили, Філ Хартман в ролі Лайонела Гуць, Джордж Феннеман в ролі диктора                                                            |                    | |                  |                                                                                        |                         |           |                      |
| 88 | 7                  | «Bart’s Inner Child» «Внутрішній голос Барта» | Боб Андерсон     | Джордж Мейер                                                                           | 11 листопада 1993       | 1F05      | 18.7                 |
| На лекції психолог Бред Гудмен наводить Барта як гарний приклад поведінки. У результаті мешканці Спрінґфілда починають жити під гаслом «Роблю те, що хочу»… Запрошені зірки: Альберт Брукс в ролі Бреда Гудмена, Джеймс Браун в ролі самого себе |                    | |                  |                                                                                        |                         |           |                      |
| 89 | 8                  | «Boy-Scoutz ’n the Hood» «Бойскаути по сусідству» | Джефрі Лінч      | Ден МакҐрат                                                                            | 18 листопада 1993       | 1F06      | 20.1                 |
| В результаті передозування сиропом, Барт стає членом команди бойскаутів. Спочатку Барт ненавидить свою групу, проте, незабаром він починає розуміти, що навички бойскаута приносять велику користь. Під час запливу «батько-син» у човні з Недом і Родом Фландерсами Гомер втрачає карту, і човен губиться в океані. Запрошені зірки: Ернест Боргнайн в ролі самого себе |                    | |                  |                                                                                        |                         |           |                      |
| 90 | 9                  | «The Last Temptation of Homer» «Остання спокуса Гомера» | Карлос Баеза     | Френк Мула                                                                             | 9 грудня 1993           | 1F07      | 20.6                 |
| Містер Бернс наймає працівницю на ім’я Мінді Сіммонс згідно з політикою уряду. І Мінді, і Гомер мають почуття один до одного, однак останній стурбований тим, що це зіпсує його шлюб з Мардж… Тим часом Барт стає ботаном після відвідин лікарів, які застосовують процедури, що змушують його виглядати, наче ботан. Запрошені зірки: Мішель Пфайффер в ролі Мінді, Вернер Клемперер в ролі полковника Клінка |                    | |                  |                                                                                        |                         |           |                      |
| 91 | 10                 | «$pringfield (Or, How I Learned to Stop Worrying and Love Legalized Gambling)» «$прінґфілд (або, як я перестав хвилюватись і полюбив узаконені азартні ігри)» | Веслі Арчер      | Білл Оуклі та Джош Вайнштейн                                                           | 16 грудня 1993          | 1F08      | 17.9                 |
| Щоб відновити економіку, у Спрінґфілді легалізовують азартні ігри. Всім, навіть Мардж, ця ідея подобається. Містер Бернс разом з мером Квімбі разом створюють казино, в якому Гомер стає дилером блекджека. Коли Мардж чекає кінця зміни Гомера, то знаходить 25 центів, на які грають в ігрових автоматах. Вона виграє і стає залежною від азартних ігор. Тим часом, коли Барту виганяють з казино через він, хлопчик створює у своєму будиночку на дереві власне казино для друзів. Запрошені зірки: Джеррі Куні та Роберт Ґуле в ролі самих себе |                    | |                  |                                                                                        |                         |           |                      |
| 92 | 11                 | «Homer the Vigilante» «Гомер — дружинник» | Джим Рірдон      | Джон Шварцвельдер                                                                      | 6 січня 1994            | 1F09      | 20.1                 |
| Поки у Спрінґфілді працює грабіжник, що ухиляється від захоплення, Гомер утворює дружину, що захищає місто. Запрошені зірки: Сем Нілл в ролі Моллоя |                    | |                  |                                                                                        |                         |           |                      |
| 93 | 12                 | «Bart Gets Famous» «Барт став відомим» | Сьюзі Діттер     | Джон Шварцвельдер                                                                      | 3 лютого 1994           | 1F11      | 20.0                 |
| Барт їде на нудну екскурсію на фабрику коробок. Він втікає з фабрики, щоб потрапити на студію 6 каналу, де зустрічається з клоуном Красті і стає його помічником. Дуже скоро хлопчик прославляється на телебаченні завдяки фразі «Це не я» (англ. «I didn’t do it»). Запрошені зірки: Конан О'Браєн в ролі самого себе |                    | |                  |                                                                                        |                         |           |                      |
| 94 | 13                 | «Homer and Apu» «Гомер і Апу» | Марк Кіркланд    | Грег Деніелс                                                                           | 10 лютого 1994          | 1F10      | 21.8                 |
| Апу продає у своєму магазині «Квікі-Март» прострочені продукти, небезпечні для здоров’я. Не знаючи цього, Гомер купує їх і опиняється на лікарняному ліжку з отруєнням. В результаті, Апу позбавляють роботи і він поселяється в будинку Сімпсонів, мріючи при цьому повернутися у свій магазин… Запрошені зірки: Джеймс Вудс в ролі самого себе |                    | |                  |                                                                                        |                         |           |                      |
| 95 | 14                 | «Lisa vs. Malibu Stacy» «Ліса проти Стейсі Малібу» | Джефрі Лінч      | Білл Оуклі та Джош Вайнштейн                                                           | 17 лютого 1994          | 1F12      | 20.5                 |
| У Спрінґфілді з’являється оновлена лялька Стейсі Малібу, яка навчилася «говорити» – всі дівчатка у Спрінґфілді щасливі. Однак, Ліса вважає, що Стейсі не здатна ні на що, крім дурної балаканини, і нав’язує дітям помилкові ідеали. Дівчинка вирішує виробити власну версію ляльки… Тим часом дідусь Сімпсон стурбований тим, що він старіє, тому він влаштовується на роботу у «Красті Бургер». Запрошені зірки: Кетлін Тернер в ролі Стейсі Ловелл                                                                                               |                    | |                  |                                                                                        |                         |           |                      |
| 96 | 15                 | «Deep Space Homer» «Гомер у глибокому космосі» | Карлос Баеза     | Девід Міркін                                                                           | 24 лютого 1994          | 1F13      | 18.2                 |
| Гомер вкотре не отримує премії як «кращий працівник тижня» на атомній станції. Ображений на те, що всі його вважають дурнем, він випадково дізнається про новий проект НАСА, де заради підняття своїх рейтингів готові відправити в космос простого американця… Запрошені зірки: Базз Олдрін і Джеймс Тейлор в ролі самих себе |                    | |                  |                                                                                        |                         |           |                      |
| 97 | 16                 | «Homer Loves Flanders» «Гомер любить Фландерса» | Веслі Арчер      | Девід Річардсон                                                                        | 17 березня 1994         | 1F14      | 18.0                 |
| Гомер неохоче йде на футбольний матч з Недом Фландерсом. Після того, як вони гарно проводять час, вони стають близькими друзями. Однак згодом, Нед починає мати негативні почуття до свого сусіда. |                    | |                  |                                                                                        |                         |           |                      |
| 98 | 17                 | «Bart Gets an Elephant» «Барт отримує слона» | Джим Рірдон      | Джон Шварцвельдер                                                                      | 31 березня 1994         | 1F15      | 17.0                 |
| Барт виграє конкурс на радіо, який дозволяє йому вибирати між двома призами: 10 тисячами доларів або слоном. Барт вибирає слона і називає його Тупцялом (англ. Stampy). Гомер і Мардж вирішили віддати слона, тому що він коштує занадто багато, щоб прогодувати. Через це Барт разом зі своїм слоном втікають… |                    | |                  |                                                                                        |                         |           |                      |
| 99 | 18                 | «Burns’ Heir» «Спадкоємець Бернса» | Марк Кіркланд    | Джейс Річдейл                                                                          | 14 квітня 1994          | 1F16      | 14.7                 |
| Бернс відчуває, що вже не молодий, і хоче знайти спадкоємця – дитину, якій він міг би заповісти своє майно. Відчуваючи, що Барт Сімпсон ідеально схожий на нього самого в молодості, він робить його своїм спадкоємцем… Запрошені зірки: Філ Хартман в ролі Лайонела Гуць |                    | |                  |                                                                                        |                         |           |                      |
| 100 | 19                 | «Sweet Seymour Skinner’s Baadasssss Song» «Пісня пустуна солодкого Сеймура Скіннера»                                                                          | Боб Андерсон     | Білл Оуклі та Джош Вайнштейн                                                           | 28 квітня 1994          | 1F18      | 19.7                 |
| Шкільний інспектор Чалмерз звільняє директора Скіннера після катастрофи у Спрінґфілдській початковій школі. Після цього Скіннер знову залучається до армії, а новим директором школи стає Нед Фландерс. Барт, відчуваючи часткову відповідальність за звільнення Скіннера, допомагає повернути йому його стару посаду. |                    | |                  |                                                                                        |                         |           |                      |
| 101 | 20                 | «The Boy Who Knew Too Much» «Хлопчик, що знав надто багато»                                                                                                   | Джефрі Лінч      | Джон Шварцвельдер                                                                      | 5 травня 1994           | 1F19      | 15.5                 |
| Барт втікає зі школи. Переховуючись від директора Скіннера, він опиняється на дні народження Фредді Кімбі, племінника мера. Хлопчик стає свідком нападу на офіціанта, в якому звинувачують Фредді. Барт знає істину, але, якщо він свідчитиме, то повинен буде визнати, що прогулював уроки… Тим часом Гомер обирається на посаду присяжного у справі про напад Фредді Кімбі і використовує це, що поселитись у готелі. |                    | |                  |                                                                                        |                         |           |                      |
| 102 | 21                 | «Lady Bouvier’s Lover» «Коханець леді Був’є» | Веслі Арчер      | Білл Оуклі та Джош Вайнштейн                                                           | 12 травня 1994          | 1F21      | 15.1                 |
| Дід Сімпсон закохується у матір Мардж, Жаклін Був’є, але містер Бернс відштовхує її від нього. У Ейба розбивається серце коли ця пара збирається одружитися. |                    | |                  |                                                                                        |                         |           |                      |
| 103 | 22                 | «Secrets of a Successful Marriage» «Таємниці щасливого шлюбу»                                                                                                 | Карлос Баеза     | Грег Деніелс                                                                           | 19 травня 1994          | 1F20      | 15.6                 |
| Втомившись від того, що його називають тугодумом, Гомер вирішує стати викладачем курсу про щасливий шлюб у школі для дорослих. Однак, єдиним способом зацікавлення класу стає розповідь таємниць про Мардж та їхні «справи у ліжку». Це скоро набридає Мардж і вона проганяє Гомера з дому… |                    | |                  |                                                                                        |                         |           |                      |